# Sonhos de uma Teoria Final
Dreams of a Final Theory: The Search for the Fundamental Laws of Nature, traduzido para o português como Sonho de uma teoria Final, é um livro escrito pelo físico Steven Weinberg, ganhador do Prêmio Nobel de Física de 1979, e publicado no começo de 1993.
O livro relata a procura de uma teoria final que explique os efeitos naturais.Além disso Steven Weinberg instrui como unir em uma apenas teoria que una a relatividade de Albert Einstein e a mecânica quântica. O autor narra também os acontecimentos da física moderna como o princípio da incerteza de Werner Heisenberg. É defendido também que todas as descobertas cientificas tendem a caminhar para uma teoria final que explique tudo que existe, e que por Weinberg, tal estaria próxima.[carece de fontes?]
O livro foi publicado pela primeira vez em português em 1996, pela editora Gradiva em Portugal e pela editora Rocco no Brasil.